# Біле Дерево Ґондору

Стилізоване зображення Дерева як частини прапора Ґондора.

Біле дерево Ґондору (Дерево Короля) — у легендаріумі Дж. Р. Р. Толкіна — дерево, що росло на найвищому рівні Мінас-Тіріта і було символом королівської династії. На чорному полі прапора Ґондору було зображене стилізоване Біле Дерево та сім зірок. За часів короля Елесара зображення дерева стало гербом Возз'єднаного Королівства Арнору і Ґондору. Плоди дерева рідко визрівали, але життєві сили плоду могли довго спати і ніхто не міг передбачити мить їх пробудження.

## Історія
Дерево веде свій рід від Телперіона — одного з Двох Дерев Валінору. Яванна виростила пагонець Телперіона і подарувала його ваньярам та ельдарам, що жили в місті Тіріон на Туні. Дерево це, якому дали ймення Галатіліон, дало чимало пагінців і один з них був посаджений на острові Тол-Ересеа, де був названий Келеборном.
Шостому королю Нуменору Тар — Алдаріону було подаровано пагінець Келеборна, що був посаджений у столиці королівства — місті Арменелос і отримав ймення Німлот Прекрасний.
Поволі як на Нуменор наповзала тінь, люди все більше зневажали Благословенні Землі і дарунки з них. Так, у час правління двадцять третього короля країни Ар — Гімілзора Біле Дерево залишили без догляду і воно почало в'янути.
Король Тал — Палантір, розкаявшись, знов намагався повернути країну до Світла Заходу. Він шанобливо доглядав Біле Дерево, передрікши, що разом з його загибеллю урветься і рід королів.
Коли останнього короля Ар — Фаразона Саурон став підбурювати зрубати Прекрасний Німлот, Ісілдур син Еленділа таємно пробрався в королівський двір у Арменелосі і зірвав з дерева єдиний плід, прорвався крізь охоронців, зазнавши тяжких поранень і дістався до Роменни. Плід було посаджено і він дав садженець, коли на ньому пробився перший листок, Ісілдур, що довго лежав при смерті, ожив, і рани вже йому не докучали.
Після цього король послухався Саурона і зрубав дерево, а Темний володар, що став радником Ар — Фаразона запалив тією деревиною жертовне вогнище в Храмі Мелькора, і чад, що вирвався з вогню, став хмарою яка на сім днів оповила землю і тільки потом рушила на захід.
Перед загибеллю Нуменору Еленділ, Ісілдур, Анаріон та решта вірних забрали до Середзем'я чимало реліквій і серед них саджанець Білого Дерева.
Пагінець дерева було посаджено у Мінас — Ітілі перед домом Ісілдура, і там він ріс доки Саурон не захопив місто, і не знищив його. Однак Ісілдур перед відступом забрав новий саджанець Білого Дерева.
Після Війни Останнього Союзу Ісілдур посадив його у Мінас — Анорі в пам' ять про загиблого брата Анаріона. Довгі роки росло Біле Дерево перед домом Короля Ґондору.
Дерево померло у 1636 р. Третьої Епохи під час чуми, що забрала життя короля Телемнара і всієї його родини. Король Тарондор (племінник Телемнара) переніс столицю до Мінас — Анора і посадив сім'я Білого Дерева. Третє Біле Дерево Ґондору прожило до 2852 р. Т. Е. і всохло разом зі смертю намісника Белектора ІІ. Нового сімені дерева не було знайдено, але рубати дерево не стали. І воно залишилося стояти до повернення короля..
Після перемоги над Сауроном 25 травня 3019 р. Гендальф та король Елесар знайшли у Білих горах пагінець дерева і принесли його у Мінас — Тіріт. Висохле дерево викопали і поклали в Усипальницях Королів та Намісників на Рат — Дінен. Король посадив молоде дерево перед фонтаном і воно швидко пішло в ріст і до початку червня вже покрилося квітами.

## Символізм
Образ Білого Дерева Ґондору як і Німлота у Толкіна відносився до християнської легенди про земний рай та середньовічних лицарських балад. Загибель дерева в часи занепаду королівства вказувала жителям Середзем'я на зв'язок із природою.